# Coppa di Francia 2023 (ciclismo)
La Coppa di Francia di ciclismo 2023, trentaduesima edizione della competizione, costituita da 17 prove, si è aperta il 29 gennaio 2023 con il Grand Prix Cycliste la Marseillaise e si è conclusa il 1º ottobre con il Tour de Vendée.

## Calendario
| Corsa | Data         | Evento                                     | Vincitore         | Squadra                     | Leader della classifica | Leader della classifica a squadre |
| ----- | ------------ | ------------------------------------------ | ----------------- | --------------------------- | ----------------------- | --------------------------------- |
| 1     | 29 gennaio   | Grand Prix Cycliste la Marseillaise (2023) | Neilson Powless   | EF Education-EasyPost       | Neilson Powless         | Groupama-FDJ                      |
| 2     | 16 marzo     | Grand Prix de Denain (2023)                | Juan Molano       | UAE Team Emirates           | Juan Molano             | Groupama-FDJ                      |
| 3     | 18 marzo     | Classic Loire Atlantique (2023)            | Axel Zingle       | Cofidis                     | Axel Zingle             | Groupama-FDJ                      |
| 4     | 19 marzo     | Cholet-Pays de la Loire (2023)             | Laurence Pithie   | Groupama-FDJ                | Laurence Pithie         | Groupama-FDJ                      |
| 5     | 26 marzo     | La Roue Tourangelle (2023)                 | Rory Townsend     | Bolton Equities Black Spoke | Laurence Pithie         | Groupama-FDJ                      |
| 6     | 31 marzo     | Route Adélie de Vitré (2023)               | Fredrik Dversnes  | Uno-X Pro Cycling Team      | Laurence Pithie         | Groupama-FDJ                      |
| 7     | 11 aprile    | Parigi-Camembert (2023)                    | Valentin Ferron   | TotalEnergies               | Valentin Ferron         | Groupama-FDJ                      |
| 8     | 16 aprile    | Tour du Doubs (2023)                       | Jesús Herrada     | Cofidis                     | Valentin Ferron         | Cofidis                           |
| 9     | 6 maggio     | Grand Prix du Morbihan (2023)              | Arnaud De Lie     | Lotto Dstny                 | Laurence Pithie         | Cofidis                           |
| 10    | 7 maggio     | Tro-Bro Léon (2023)                        | Giacomo Nizzolo   | Israel-Premier Tech         | Arnaud De Lie           | Cofidis                           |
| 11    | 13 maggio    | Tour du Finistère (2023)                   | Paul Penhoët      | Groupama-FDJ                | Axel Zingle             | Cofidis                           |
| 12    | 14 maggio    | Boucles de l'Aulne (2023)                  | Greg Van Avermaet | AG2R Citroën Team           | Axel Zingle             | Cofidis                           |
| 13    | 30 maggio    | Mercan'Tour Classic Alpes-Maritimes (2023) | Richard Carapaz   | EF Education-EasyPost       | Axel Zingle             | Cofidis                           |
| 14    | 13 agosto    | La Poly Normande (2023)                    | Arnaud De Lie     | Lotto Dstny                 | Arnaud De Lie           | Cofidis                           |
| 15    | 10 settembre | Grand Prix de Fourmies (2023)              | Tim Merlier       | Soudal Quick-Step           | Arnaud De Lie           | Cofidis                           |
| 16    | 17 settembre | Grand Prix d'Isbergues (2023)              | Matteo Moschetti  | Q36.5 Pro                   | Arnaud De Lie           | Cofidis                           |
| 17    | 1º ottobre   | Tour de Vendée (2023)                      | Arnaud Démare     | Team Arkéa-Samsic           | Paul Penhoët            | Cofidis                           |

## Classifiche

### Individuale
| Pos. | Corridore         | Squadra       | Punti |
| ---- | ----------------- | ------------- | ----- |
| 1    | Paul Penhoët      | Groupama      | 166   |
| 2    | Arnaud De Lie     | Lotto Dstny   | 135   |
| 3    | Valentin Ferron   | TotalEnergies | 120   |
| 4    | Axel Zingle       | Cofidis       | 120   |
| 5    | Clément Venturini | AG2R          | 114   |
| 6    | Laurence Pithie   | Groupama      | 103   |
| 7    | Arnaud Démare     | Arkéa         | 89    |
| 8    | Matteo Moschetti  | Q36.5 Pro     | 75    |
| 9    | Fredrik Dversnes  | Uno-X         | 75    |
| 10   | Jesús Herrada     | Cofidis       | 73    |

### Giovani
| Pos. | Corridore          | Squadra       | Punti |
| ---- | ------------------ | ------------- | ----- |
| 1    | Paul Penhoët       | Groupama      | 166   |
| 2    | Arnaud De Lie      | Lotto Dstny   | 135   |
| 3    | Valentin Ferron    | TotalEnergies | 120   |
| 4    | Axel Zingle        | Cofidis       | 120   |
| 5    | Laurence Pithie    | Groupama      | 103   |
| 6    | Gerben Thijssen    | Intermarché   | 70    |
| 7    | Florian Vermeersch | Lotto Dstny   | 57    |
| 8    | Romain Grégoire    | Groupama      | 53    |
| 9    | Kévin Vauquelin    | Arkéa         | 45    |
| 10   | Louis Barré        | Arkéa         | 45    |

### Squadre
| Pos. | Costruttore       | Punti |
| ---- | ----------------- | ----- |
| 1    | Cofidis           | 144   |
| 2    | Groupama-FDJ      | 134   |
| 3    | Team Arkéa-Samsic | 115   |
| 4    | AG2R Citroën Team | 114   |
| 5    | TotalEnergies     | 112   |